# Honda HR-V (1998)
 For alternative betydninger, se Honda HR-V. (Se også artikler, som begynder med Honda HR-V)
Honda HR-V var en SUV fra den japanske bilfabrikant Honda. HR-V står for Hybrid Recreation Vehicle (Europa) og High Rider Vehicle (Japan). Bilen var i produktion fra december 1998 til februar 2006, hed i Japan Honda Verno og blev i 2007 afløst af Honda Crossroad 2.
Bilen var baseret på platformen fra minibilen Honda Logo og fandtes som tre- og femdørs. Motorprogrammet omfattede to 1,6-litersmotorer med 77 kW (105 hk) og 91 kW (124 hk), sidstnævnte med VTEC. Kraften blev overført gennem enten en femtrins manuel gearkasse eller en trinløs CVT-gearkasse til enten forhjulene eller alle fire hjul, hvor baghjulene automatisk blev koblet ind efter behov.
I 2001 gennemgik modellen et facelift, som medførte at tågeforlygterne blev integreret direkte i kofangeren.
Fra 2005 var kun femdørsmodellen med forhjulstræk på programmet.
- Honda HR-V tredørs (1998−2001)
- Honda HR-V femdørs (2001−2006)

## Modeller og motorer
| Betegnelse | Udførelse     | Slagvolume | kW (hk)  | VTEC | Motorkode | Byggetid  |
| ---------- | ------------- | ---------- | -------- | ---- | --------- | --------- |
| GH1        | 3/5-dørs, 2WD | 1,6 l      | 77 (105) | nej  | D16W1/2   | 1998–2005 |
| GH2        | 3/5-dørs, 4WD | 1,6 l      | 77 (105) | nej  | D16W1/2   | 1998–2005 |
| GH2        | 3/5-dørs, 4WD | 1,6 l      | 91 (124) | ja   | D16W5     | 1998–2005 |
| GH3        | 3/5-dørs, 2WD | 1,6 l      | 77 (105) | nej  | D16W1/2   | 2000–2005 |
| GH4        | 3/5-dørs, 4WD | 1,6 l      | 77 (105) | nej  | D16W1/2   | 2000–2005 |
| GH4        | 3/5-dørs, 4WD | 1,6 l      | 91 (124) | ja   | D16W5     | 2000–2005 |

### Motorforskelle
| Betegnelse | Brændstoftype                | Kompressionsforhold |
| ---------- | ---------------------------- | ------------------- |
| D16W1/5    | Super blyfri oktan 95        | 9,6                 |
| D16W2      | Normal blyholdig oktan 91    | 9,2                 |
| D16W2      | Blyfri oktan 91 kan benyttes | 9,2                 |